# Кубок Камбоджі з футболу 2023—2024
Кубок Камбоджі з футболу 2023—2024 — 17-й розіграш кубкового футбольного турніру у Камбоджі. Вп'яте титул здобув Преах Кхан Річ Свайрінг.

## Календар
| Раунд               | Дата                           | Матчі | Клуби  |
| ------------------- | ------------------------------ | ----- | ------ |
| Попередній раунд    | 28 березня 2023 - 3 січня 2024 | 102   | → 16   |
| 1/8 фіналу          | 10-31 січня 2024               | 16    | 16 → 8 |
| 1/4 фіналу          | 7/21-28 лютого 2024            | 8     | 8 → 4  |
| 1/2 фіналу          | 6 березня/10 квітня 2024       | 4     | 4 → 2  |
| Матч за третє місце | 28 квітня 2024                 | 1     |        |
| Фінал               | 28 квітня 2024                 | 1     | 2 → 1  |

## 1/4 фіналу
| Команда 1            | Заг. | Команда 2               | 1-й матч | 2-й матч |
| -------------------- | ---- | ----------------------- | -------- | -------- |
| 7/21 лютого 2024     |      |                         |          |          |
| Прейвенг             | 0:1  | Вісаха                  | 0:1      | 0:0      |
| Боунг Кет Ангкор     | 8:4  | Дангкор Сенчей          | 4:2      | 4:2      |
| Нагаворлд            | 1:10 | Преах Кхан Річ Свайрінг | 1:4      | 0:6      |
| 7/28 лютого 2024     |      |                         |          |          |
| Кірівонг Сок Сен Чей | 0:3  | Пномпень Краун          | 0:2      | 0:1      |

## 1/2 фіналу
| Команда 1                | Заг. | Команда 2               | 1-й матч | 2-й матч |
| ------------------------ | ---- | ----------------------- | -------- | -------- |
| 6 березня/10 квітня 2024 |      |                         |          |          |
| Вісаха                   | 3:6  | Пномпень Краун          | 2:2      | 1:4      |
| Боунг Кет Ангкор         | 3:4  | Преах Кхан Річ Свайрінг | 1:3      | 2:1      |

## Матч за третє місце
| Команда 1      | Рахунок      | Команда 2        |
| -------------- | ------------ | ---------------- |
| 28 квітня 2024 |              |                  |
| Вісаха         | 0:0 пен. 4:3 | Боунг Кет Ангкор |

## Фінал
| Команда 1               | Рахунок | Команда 2      |
| ----------------------- | ------- | -------------- |
| 28 квітня 2024          |         |                |
| Преах Кхан Річ Свайрінг | 1:0     | Пномпень Краун |